# Andrés Alexis Jiménez
Andrés Alexis Jiménez Morales (ur. 17 października 1967) – kubański zapaśnik w stylu klasycznym. Czwarty na mistrzostwach świata w 1989 roku. Mistrz Igrzysk Panamerykańskich w 1987 roku. Cztery złote medale mistrzostw panamerykańskich w latach 1986-89. Triumfator Igrzysk Ameryki Środkowej i Karaibów w 1986.
Drugi w Pucharze Świata w 1988; trzeci w 1987 i 1990; czwarty w 1989 i 1993 roku.